# Sigurd Wongraven
Sigurd Wongraven (ur. 28 listopada 1975), znany również jako Satyr – norweski muzyk, kompozytor, wokalista, autor tekstów  i multiinstrumentalista, a także producent muzyczny oraz inżynier dźwięku. Sigurd Wongraven znany jest przede wszystkim z wieloletnich występów w blackmetalowej grupie muzycznej Satyricon. W 2003 roku wraz z zespołem otrzymał nagrodę norweskiego przemysłu fonograficznego Spellemannprisen. W 1995 roku wydał solowy album pt. Fjelltronen w stylistyce dark ambient. W latach 1993–1995 współtworzył folk metalową grupę Storm.
Był także członkiem krótkotrwałego projektu Black Diamond Brigade. Skład współtworzyli ponadto Knut "Euroboy" Schreiner z zespołu Turbonegro, Torgny Amdam związany z kwintetem Amulet, lider Ralph Myerz and the Jack Herren Band - Tarjei Strøm oraz Billy Gould znany z występów w Faith No More. Formacja zarejestrowała jeden singel na którym znalazła się interpretacja utworu "Black Diamond" z repertuaru Kiss. Utwór dotarł do 5. miejsca norweskiej listy przebojów. Muzyk współpracował również z takimi zespołami jak: Darkthrone, Grim Faeries, Eibon, Celtic Frost czy Thorns. Wongraven jest współwłaścicielem wytwórni muzycznej Moonfog Productions. Firma wydała m.in. nagrania takich zespołów jak: Darkthrone, Dødheimsgard czy Gehenna. Od 2008 roku jest endroserem gitar amerykańskiego producenta firmy ESP.
Chodził do szkoły podstawowej we wsi Alværn w Nesodden. W wieku dziesięciu lat przeprowadził się wraz z rodziną do Oslo, gdzie ukończył gimnazjum Forsøksgymnaset. Według muzyka pierwszym albumem który kupił za własne pieniądze była płyta zespołu AC/DC pt. Let There Be Rock (1977). Miał wówczas osiem lat. Wongraven jest miłośnikiem motoryzacji, jest właścicielem dwóch samochodów: Porsche Boxster 987 Racing Sport i Porsche 911 Carrera Sport.
Od 2010 roku w sprzedaży dostępne są wina sygnowane nazwiskiem muzyka wytwarzane przez włoską winiarnię Roagna w Piemoncie. Produkt dostępny jest w dwóch odmianach: Langhe Rosso Alleanza Nero di Wongraven 2009 oraz Barolo Unione Nero di Wongraven 2006. Również w 2010 roku ukończył kurs dla sommelierów Wine & Spirit Education Trust (WSET) Advanced Certificate 2. stopnia. W 2011 roku muzyk poprowadził degustację własnych win w ramach festiwalu muzyki heavymetalowej Inferno Metal Festival.

## Obecność w mediach
Zespół Satyricon cieszy się znaczną popularnością w rodzimej Norwegii, sam Sigurd Wongraven jest natomiast określany powszechnie jako gwiazda i celebryta. W 1994 roku Wongraven wystąpił w filmie dokumentalnym pt. Det svarte alvor w reżyserii Gunnara Grøndahla. Obraz został poświęcony zjawisku satanizmu, a także muzyce blackmetalowej. W 2004 roku w ramach programu telewizyjnego Norsk Rocks Historie emitowanego na antenie norweskiej telewizji publicznej NRK1 wystąpił w odcinku poświęconemu muzyce blackmetalowej.
W 2004 roku telewizja NRK1 zrealizowała także film dokumentalny poświęcony występowi zespołu Satyricon na festiwalu Wacken Open Air w Niemczech. W 2010 roku w ramach promocji własnych win, muzyk wystąpił w programie God Morgen Norge! emitowanym na antenie norweskiej stacji telewizyjnej TV2. Był także gościem takich programów jak: Senkveld med Thomas og Harald (TV2), Sommertid (TV2), Lydverket (NRK1) czy Dama til (NRK3).

## Dyskografia
- Wongraven – Fjelltronen (1995, Moonfog Productions)[19]
- Storm – Nordavind (1995, Moonfog Productions)[20]
- Darkthrone – Total Death (1996, Moonfog Productions, słowa)[21]
- Darkthrone – Goatlord (1996, Moonfog Productions, gościnnie śpiew)[22]
- Gehenna – Murder (2000, Moonfog Productions, mastering)[23]
- Thorns – Thorns (2001, Moonfog Productions)[24]
- Grim Faeries – Disenchanted Forest (2001, Seance Records, gitara, gitara basowa, programowanie)[25]
- Khold – Phantom (2002, Moonfog Productions, mastering)[26]
- Gehenna – WW (2005, Moonfog Productions, mastering)[27]
- Celtic Frost – Monotheist (2006, Century Media Records, gościnnie śpiew)[28]

## Filmografia
- Det svarte alvor (1994, film dokumentalny, reżyseria: Gunnar Grøndahl)
- Så jävla metal (2011, film dokumentalny, reżyseria: Yasin Hillborg)[29]